# Ligne dédiée
Une ligne dédiée (on dit aussi parfois connexion dédiée) est un contrat de service liant un opérateur de télécommunication à son client et par lequel il s'engage à fournir un lien de télécommunication symétrique entre deux sites distants.

## Historique
Les lignes dédiées sont devenues nécessaires et populaires depuis les années 1970 lorsque les fabricants de matériels informatique IBM et Digital equipment créèrent les architectures SNA et Decnet, ceci en conjonction avec la numérisation du réseau de téléphone d'AT&T (voir Réseau téléphonique commuté) qui permit la mise en place de lignes dédiées à débit fixe (1,544 Mb/s aux États-Unis pour une ligne de transmission de type T1 alors que l'Europe choisit un standard à 2,048 Mb/s pour une ligne de transmission de type E1) entre sites distants (en complément des connexions bas-débits par modem qui prévalaient alors).

## Applications
Étant donné les coûts de mise en place et de location (mensuelle) des lignes, ainsi que des coûts matériels (installation et maintenance de routeurs), les lignes dédiées sont utilisées presque exclusivement par les grandes entreprises et institutions (centres de recherche, universités, gouvernements etc.) afin :
- de former un réseau informatique privé (en interconnectant des réseaux locaux par des  réseaux étendus)
- de former un réseau privé de télécommunication (en interconnectant des autocommutateurs téléphoniques privés)
- d'accéder au réseau Internet

Les réseaux d'entreprise privée (universitaires, de recherche ou d'Entreprise) furent d'abord constitués de liaison directes entre sites distant puis les opérateurs de télécommunication étoffèrent leurs offres en constituant des réseaux de Commutation de paquets par relais de trames ou des réseaux mixtes ATM (conçus pour supporter la commutation de paquets et la commutation de circuits) puis bien plus tard (après 2000) des réseaux MPLS (qui permettent aux opérateurs de fabriquer des réseaux privés sur leur infrastructure publique IP, leur portion de l'Internet). Dans ces derniers cas la connexion dédiée est alors faite depuis le site du client jusqu'au point d'accès du réseau (chez l'opérateur).
Une autre application des lignes dédiées fut (et reste encore mais dans une proportion moindre) le transport d'appels téléphoniques entre des auto-commutateurs téléphoniques privés. Ainsi une entreprise avec un certain volume de trafic (téléphonique) entre sites distants peut réaliser des économies en routant les appels internes entre PABX par une ligne dédiée. Ces lignes dédiées entre PABX tendent à disparaitre car le trafic voix peut être transporté sur les réseaux IP (privés ou publics) en mutualisant les connexions sur le routeur (deux E1 peuvent ainsi être agrégées pour fournir une bande passante de 4,096 Mb/s partagées dynamiquement entre le trafic voix et le trafic données) ou alors en en supprimant une (s'il n'y a pas de risque de contention entre le trafic voix et données).
Finalement la connexion à Internet était une application très utilisée pour les lignes dédiées, les entreprises ou institutions n'ayant que rarement une connexion physique directe avec un FAI.